# 정선향교
정선향교(旌善鄕校)는 대한민국 강원특별자치도 정선군 정선읍에 있는 조선시대의 향교이다. 1985년 1월 17일 강원특별자치도의 문화재자료 제101호로 지정되었다.

## 개요
향교는 공자와 여러 성현께 제사를 지내고 지방민의 교육과 교화를 위해 나라에서 세운 교육기관이다.
정선향교는 원래 삼봉산 기슭에 있었는데, 조선 선조 38년(1605)에 대홍수로 향교가 없어져 몇 차례 옮겨 지었다가 영조 8년(1732) 지금 있는 자리에 세웠다. 대성전과 동·서무를 먼저 완성하였고, 그 다음해 학생들의 교육 공간인 명륜당과 부속 건물을 완성하였다. 1960년 대성전을 새롭게 단장하고 명륜당과 다른 건물은 그 이후에 보수하였다.
배치는 대성전 앞 양쪽에 각각 동무와 서무가 있다. 대성전 앞면에는 강당인 명륜당이 있고, 명륜당 앞 양쪽에는 학생들의 기숙사인 동재·서재가 있다. 명륜당은 앞면 5칸·옆면 2칸이며, 동재·서재는 앞면 3칸·옆면 2칸 규모이다. 대성전에는 공자를 비롯하여 중국과 우리나라 성현의 위패를 모시고 있다.
조선시대에는 나라에서 토지와 노비·책 등을 지원받아 학생을 가르쳤으나, 지금은 교육 기능은 없어지고 제사 기능만 남아 있다.

## 참고 자료
- 정선향교 - 국가유산청 국가유산포털